# Żłobianka
Żłobianka (Scythrops novaehollandiae) – gatunek dużego ptaka z rodziny kukułkowatych (Cuculidae), jedyny przedstawiciel rodzaju Scythrops. Występuje we wschodniej Indonezji, północnej i wschodniej Australii oraz w Archipelagu Bismarcka. Australijska część populacji wędrowna – zimuje w Nowej Gwinei i wschodniej Indonezji. Miejscowa ludność przypisuje sobie zdolność przepowiadania deszczów na podstawie zachowania żłobianek. Zachowują się one bardzo hałaśliwie podczas sezonu lęgowego, przez całą noc wydając głośne okrzyki.

## Podgatunki
Międzynarodowy Komitet Ornitologiczny (IOC) wyróżnia trzy podgatunki S. novaehollandiae:
- S. n. fordi I.J. Mason, 1996 – Celebes, Wyspy Banggai i Wyspy Tukangbesi;
- S. n. novaehollandiae Latham, 1790 – północna i wschodnia Australia;
- S. n. schoddei I.J. Mason, 1996 – Archipelag Bismarcka.

## Morfologia
Żłobianka jest największą kukułką świata. Waży 550–930 g przy długości ciała 58–65 cm. Rozpiętość skrzydeł wynosi ok. 1 metra. Ma duży, gruby i łukowato zagięty dziób oraz długi ogon.

## Rozmnażanie
Tak jak wiele innych gatunków kukułkowatych, żłobianka jest pasożytem lęgowym. Składa jaja do gniazd dzierzbowronów, kurawong czarnych i różnych gatunków krukowatych. W odróżnieniu od innych gatunków kukułek, młode żłobianki nie wyrzucają z gniazda jaj i piskląt gospodarzy. Pisklę żłobianki rośnie za to szybciej od piskląt gospodarzy i dostaje większość pokarmu, przez co pozostałe pisklęta często głodują.

## Pożywienie
Żłobianka jest wszystkożerna. Je głównie figi i inne owoce. Oprócz tego zjada małe zwierzęta oraz jaja i pisklęta innych ptaków.

## Status zagrożenia
Międzynarodowa Unia Ochrony Przyrody (IUCN) uznaje żłobiankę za gatunek najmniejszej troski (LC – Least Concern) nieprzerwanie od 1988 roku. Liczebność populacji nie została oszacowana, ale ptak ten opisywany jest jako rzadki. BirdLife International ocenia trend liczebności populacji jako prawdopodobnie spadkowy ze względu na utratę siedlisk leśnych.